# منطقه حفاظت‌شده دیمه
منطقهٔ حفاظت‌شدهٔ دیمه یک منطقهٔ حفاظت‌شده با مساحت ۱۱۲۸۸ هکتار است که در استان خوزستان در ایران قرار دارد. این منطقهٔ حفاظت‌شده طبق مصوبهٔ شمارهٔ ۷۷۰ در تاریخ ۹۹/۱۱/۰۶ در فهرست مناطق تحت حفاظت سازمان محیط زیست ایران قرار گرفت.